# Babum
Babum – według „Sumeryjskiej listy królów”  piąty władca sumeryjski należący do tzw. I dynastii z Kisz, który panować miał przez 300 lat.